# Kobus
Pour les articles homonymes, voir Cob.
Genre
Synonymes
- Adenota
- Onotragus
- Hydrotragus

Les Kobs ou Cobs (Kobus) forment un genre de mammifères artiodactyles de la famille des Bovidés.

## Liste des espèces
Selon ITIS (20 septembre 2017) :

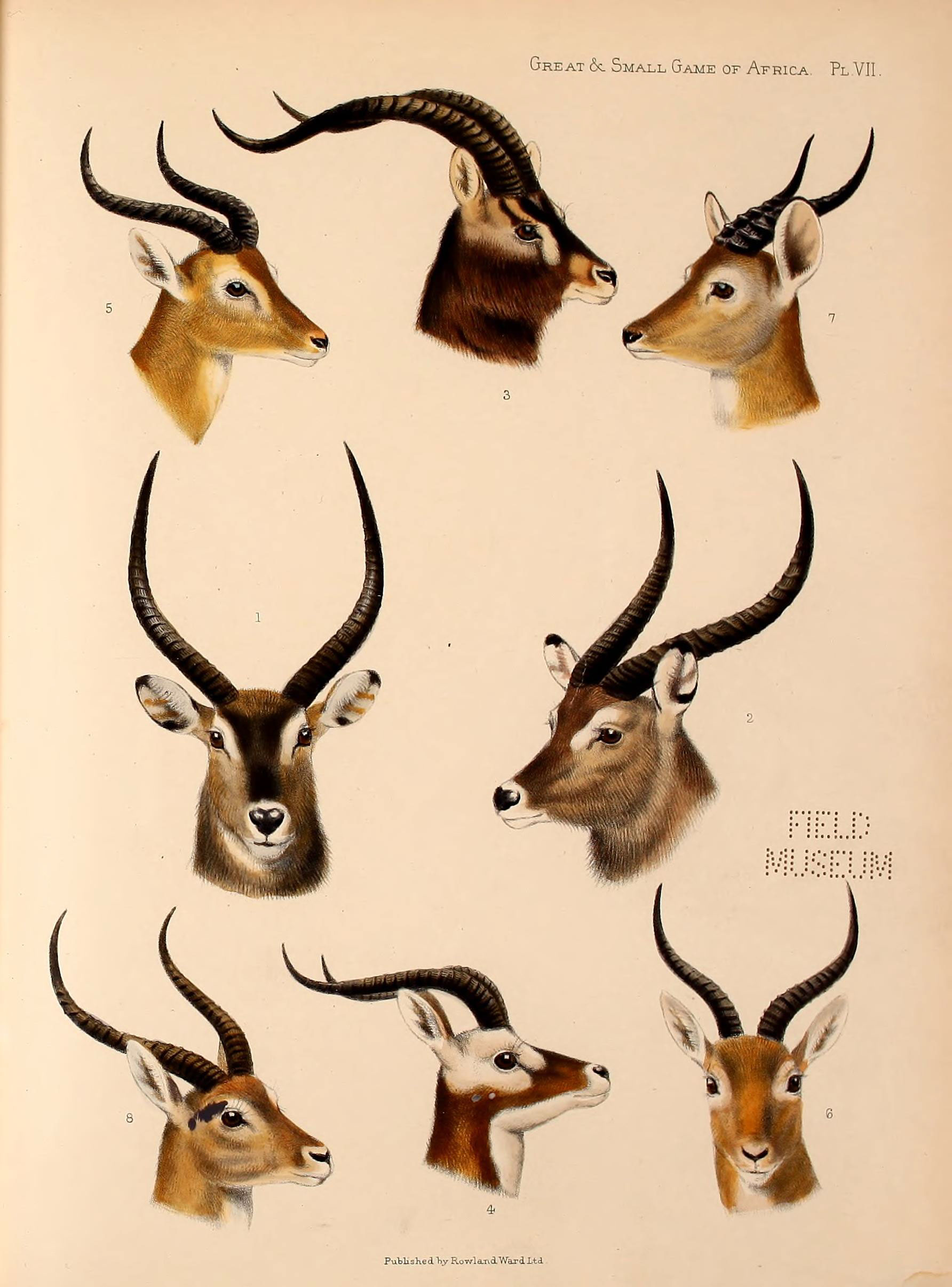
Diversité des cornes dans la série The great and small game de Richard Lydekker (1900-1908).

- Kobus ellipsiprymnus (Ogilby, 1833) — antilope sing-sing ou cobe à croissant
- Kobus kob (Erxleben, 1777) — kob ou cobe de Buffon
- Kobus leche Gray, 1850 — lechwe ou cobe de Lechwe
- Kobus megaceros (Fitzinger, 1855) — lechwe du Nil ou cobe de Mrs Gray
- Kobus vardonii (Livingstone, 1857) — puku

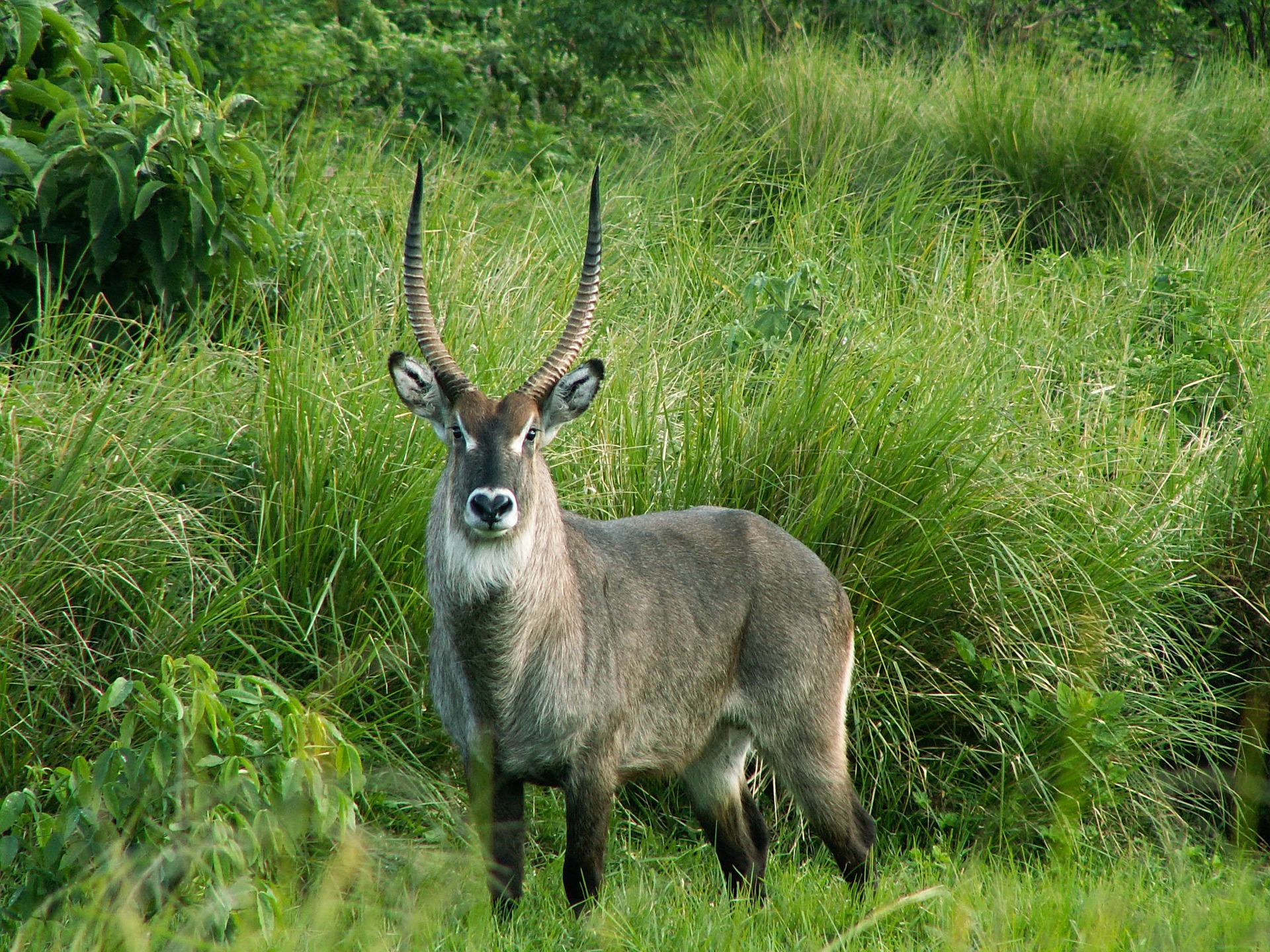
Kobus ellipsiprymnus (cobe à croissant)
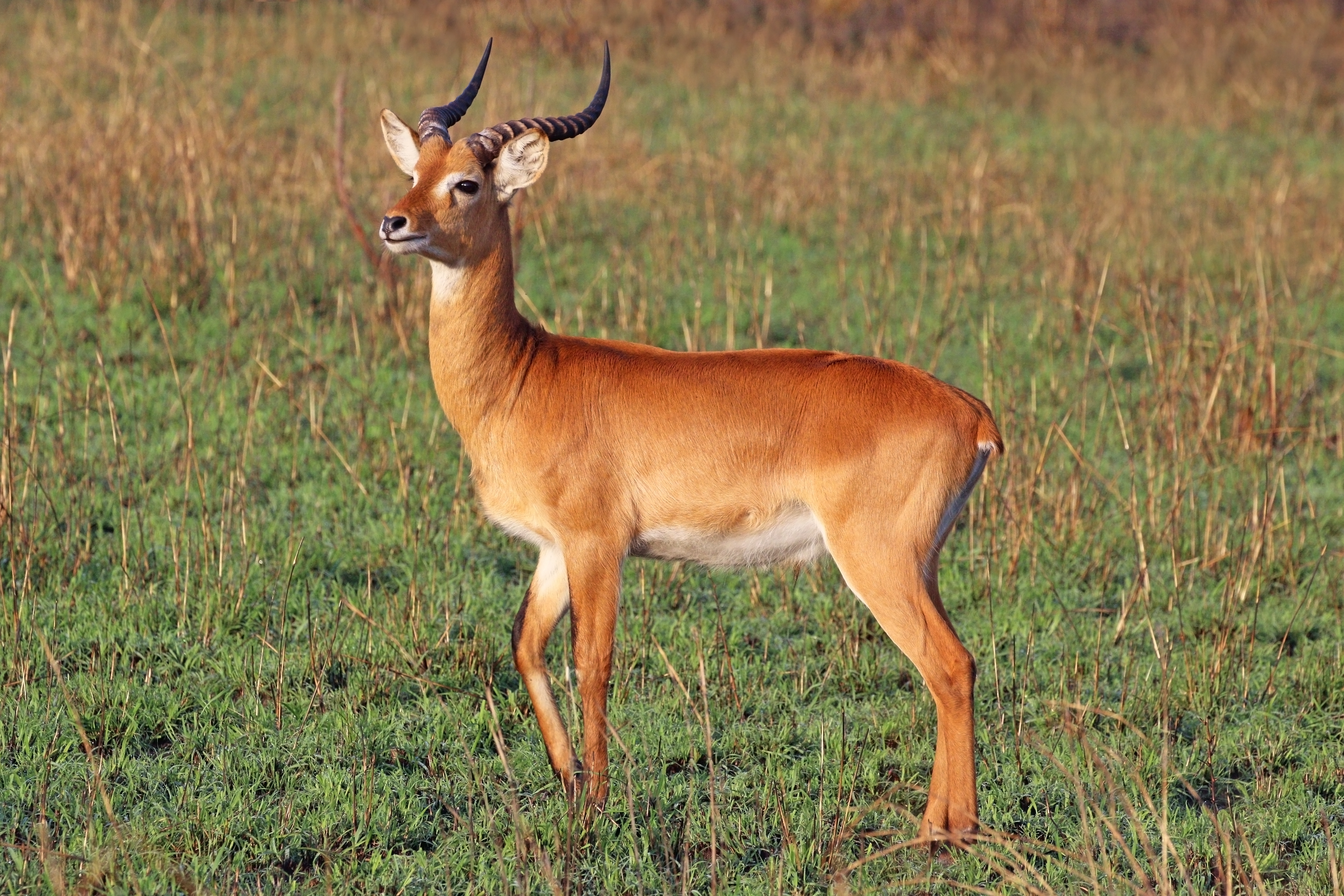
Kobus kob (cobe de Buffon)
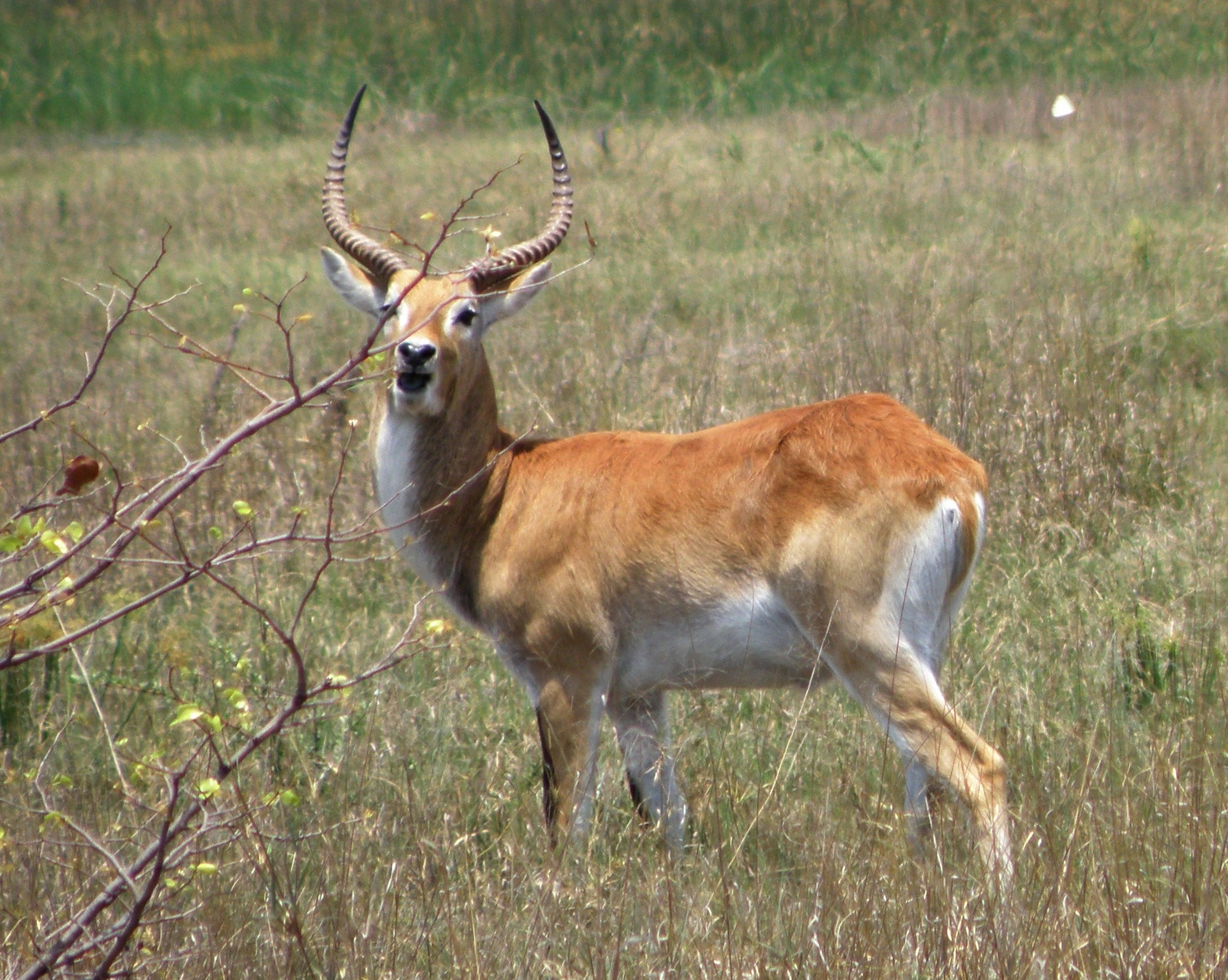
Kobus leche (cobe de Lechwe)
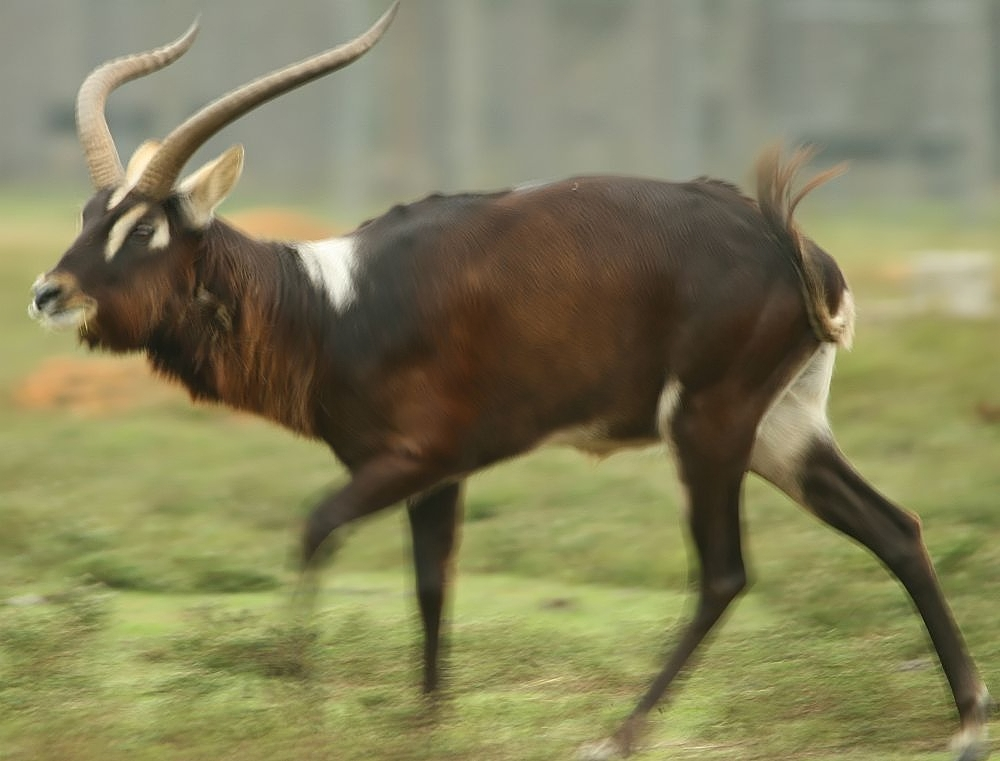
Kobus megaceros (cobe de Mrs Gray)
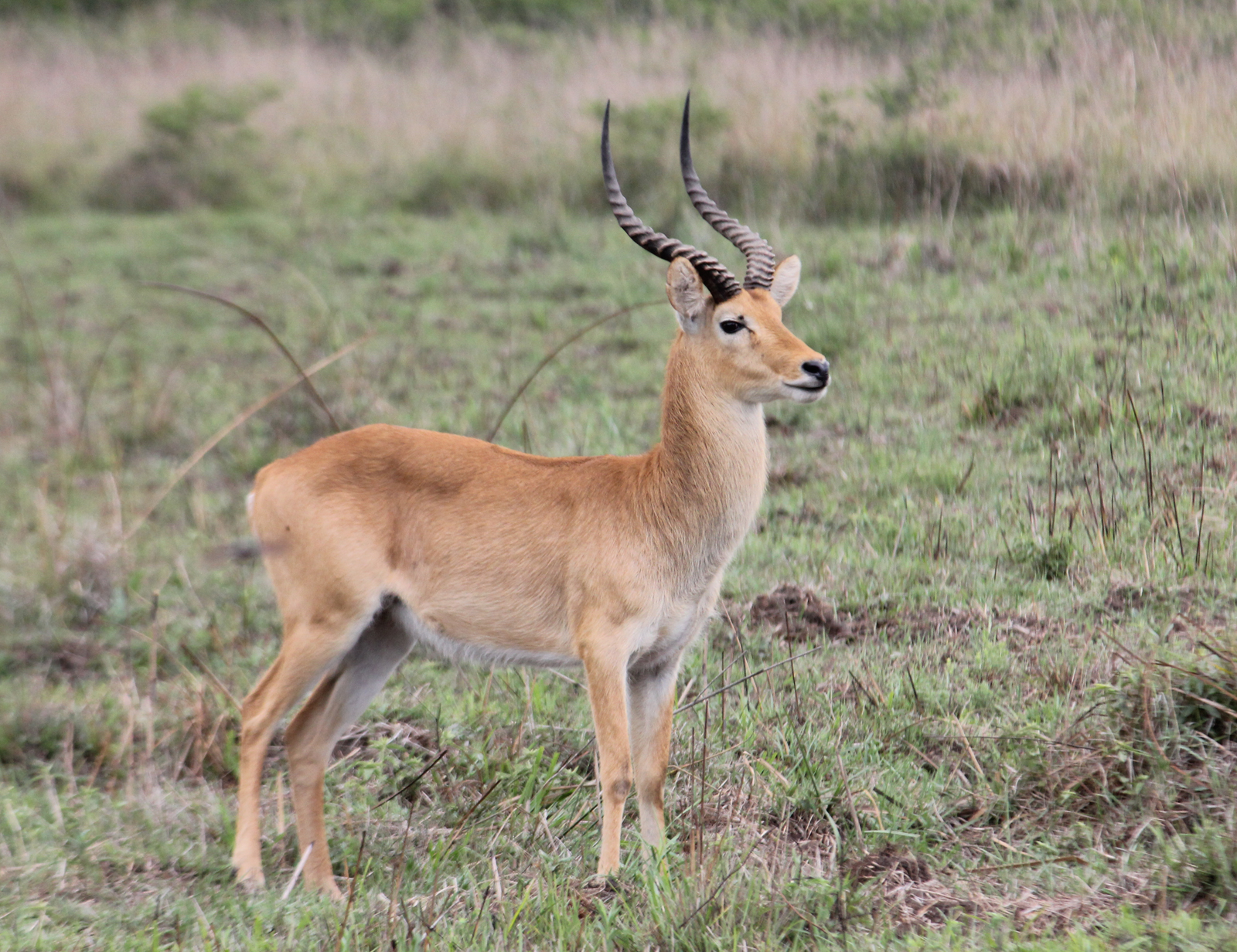
Kobus vardonii